# Ýewgeniý Zemskow
Ýewgeniý Zemskow (17 marzo 1982) è un ex calciatore turkmeno, di ruolo centrocampista.

## Carriera

### Nazionale
Ha debuttato in Nazionale il 28 aprile 2004, nell'amichevole Armenia-Turkmenistan (1-0).
Con la maglia della Nazionale ha collezionato in totale 9 presenze, partecipando tra l'altro alla Coppa d'Asia 2004.

## Palmarès

### Club

#### Competizioni nazionali
- Campionato di calcio del Turkmenistan: 2

Nisa Aşgabat: 2003
Aşgabat: 2007